# The Water Cure
The Water Cure (A cura da agua) é um filme mudo do gênero comédia produzido nos Estados Unidos em 1916, dirigido por Will Louis e com atuações de Oliver Hardy.